# Reichenbachia osceola
Reichenbachia osceola är en skalbaggsart som beskrevs av Christopher E. Carlton 2003. Reichenbachia osceola ingår i släktet Reichenbachia och familjen kortvingar. Inga underarter finns listade i Catalogue of Life.